# 3108-as mellékút (Magyarország)
A 3108-as számú mellékút egy négy számjegyű mellékút Pest és Jász-Nagykun-Szolnok vármegyék határvidékén.

## Nyomvonala
Tóalmás és Szentmártonkáta határán indul északkelet felé, a 3107-es útból kiágazva, annak 12+400-as kilométerszelvénye közelében. Majdnem egy kilométeren át a két település határvonalán húzódik, csak utána lép át teljesen Tóalmás területére, de messze elkerüli annak központját. 3,5 kilométer megtétele után éri el Szentlőrinckáta határát: egy rövid szakaszon a határvonallal párhuzamos, majd átlép a településre.
Ötödik kilométerénél keresztezi a Hajta-patakot, az 5+900-as kilométerszelvényénél kiágazik belőle a 3109-es út délkeleti irányban, majd miután végighúzódott a település központján, a 8. kilométere közelében keresztezi a Zagyvát is. A 8+700-as kilométerszelvénye és a 10. kilométere között Szentlőrinckáta és Jászfényszaru határvonalán, utána jó 700 méteren át Jászfényszaru és Pusztamonostor határvonalán húzódik. Utóbbi község területén ér véget, beletorkollva a 32-es főútba, annak 14+750-es kilométerszelvényénél.
Teljes hossza, az országos közutak térképes nyilvántartását szolgáló kira.gov.hu adatbázisa szerint 12,659 kilométer.

## Települések az út mentén
- Tóalmás
- Szentmártonkáta
- Szentlőrinckáta
- Jászfényszaru
- Pusztamonostor